# Ehud Manor

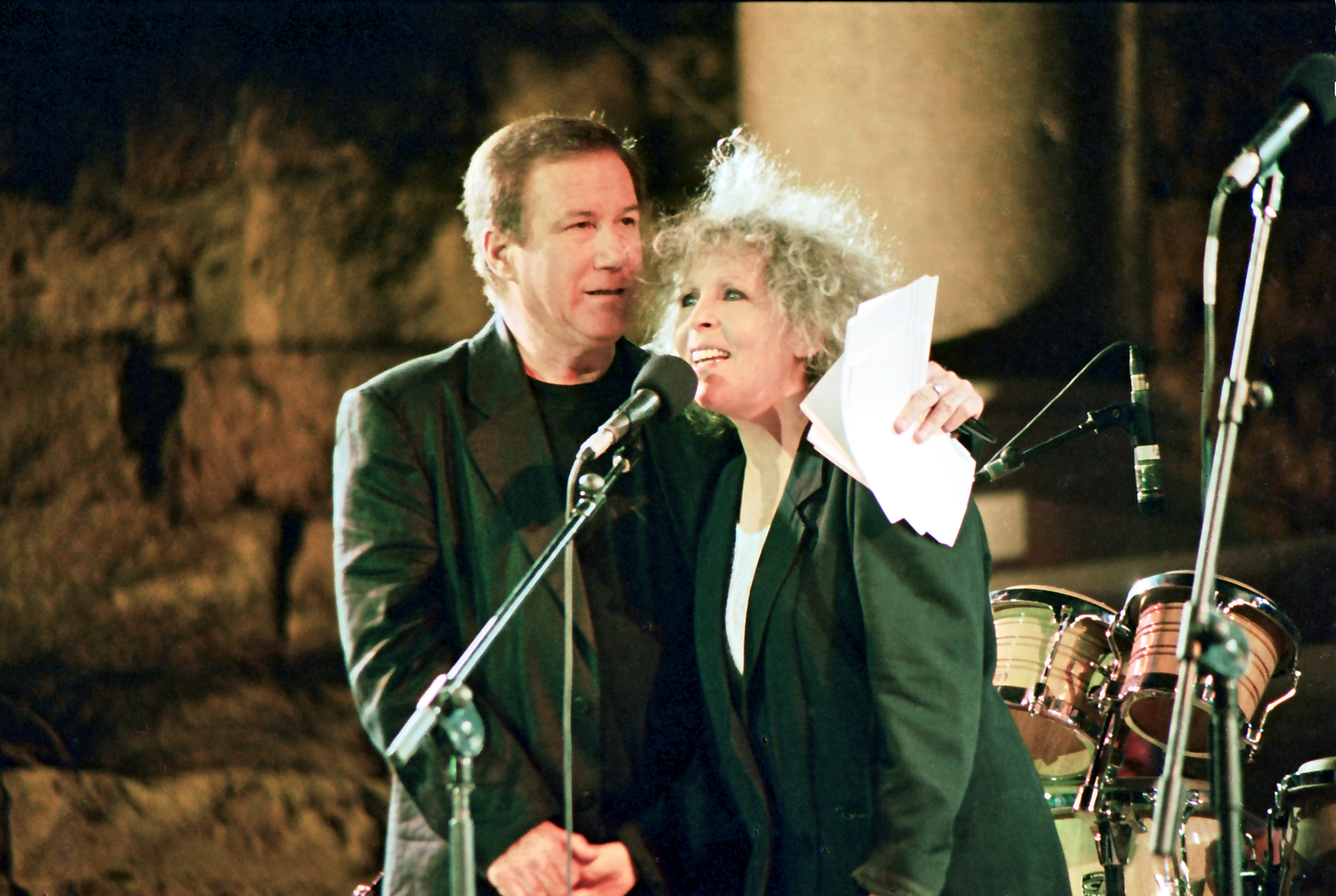
Ehud Manor mit seiner Frau Ofra Fuchs

Ehud Manor (hebräisch אהוד מנור; geb. 13. Juli 1941 in Binyamina, Mandatsgebiet Palästina als Ehud Weiner; gest. 12. April 2005 in Tel Aviv, Israel) war ein israelischer Liedtexter, Radio- und Fernsehmoderator und Übersetzer. 1998 wurde ihm der Israel-Preis verliehen.

## Leben und Werk

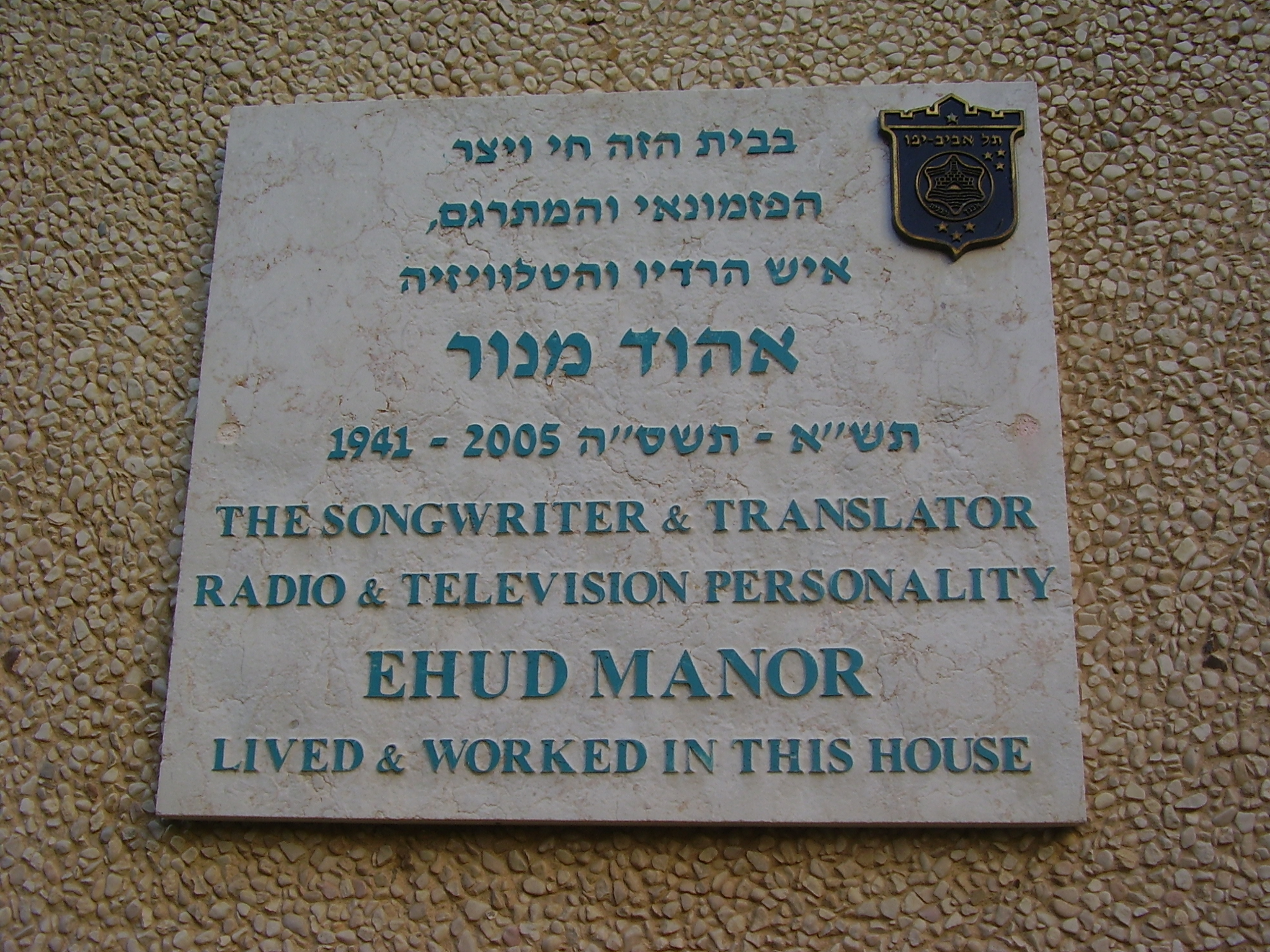
Gedenktafel an Ehud Manors Wohnhaus in Tel Aviv

Ehud Weiner wurde 1941 in Binyamina geboren. Seine Eltern waren 1936 aus Weißrussland nach Palästina eingewandert, er hatte einen älteren und einen jüngeren Bruder. Nach seinem Militärdienst studierte er Psychologie und englische Literatur an der Hebräischen Universität Jerusalem. 1962 wurde er beim staatlichen Rundfunk als Musikredakteur angestellt und änderte im selben Jahr seinen Familiennamen zu Manor. 1963 reiste er nach New York, wo er ein Studium der Massenmedien aufnahm und Ofra Fuchs kennenlernte, die damals an der Schauspielschule „Lee Strasberg“ studierte. Er war dann 40 Jahre mit ihr verheiratet und hatte mit ihr drei Kinder. Der Sohn Jehuda ist nach Ehuds jüngerem Bruder Jehuda Weiner benannt, der 1968 im Abnutzungskrieg fiel und zu dessen Andenken Ehud das Lied „Mein kleiner Bruder Jehuda“ schrieb. Während eines Studienaufenthaltes 1981 an der Universität Cambridge arbeitete Manor als Korrespondent für die Zeitung Jediot Acharonot. 1998 erhielt er den Israel-Preis in der Kategorie Hebräisches Lied. Im März 2005 wurde er von der Bar-Ilan-Universität als Ehrendoktor ausgezeichnet. Unmittelbar darauf starb Ehud Manor, der ein langjähriger Kettenraucher war und an Lungenkrebs gelitten hatte, am 12. April 2005 in seiner Wohnung in Tel Aviv an Herzstillstand.
Ehud Manor schrieb Texte zu über 1000 Liedern, die teilweise international bekannt wurden und bis heute im israelischen Rundfunk gesendet werden. Als erste vertonte Nurit Hirsch seine Texte. In den 1970er Jahren begann eine langjährige Zusammenarbeit mit Matti Caspi, in den 1980er Jahren zudem mit Boaz Sharabi. A-Ba-Ni-Bi, mit Manors Text in der B-Sprache und Musik von Nurit Hirsch, gewann am Eurovisionswettbewerb 1978 in Paris den ersten Preis. Manors Liedtexte wurden unter anderem von Ilanit, Jardena Arasi, Rivka Zohar, Chava Alberstein, Riki Gal, Sarit Hadad, Ofra Haza und Shlomo Artzi interpretiert.

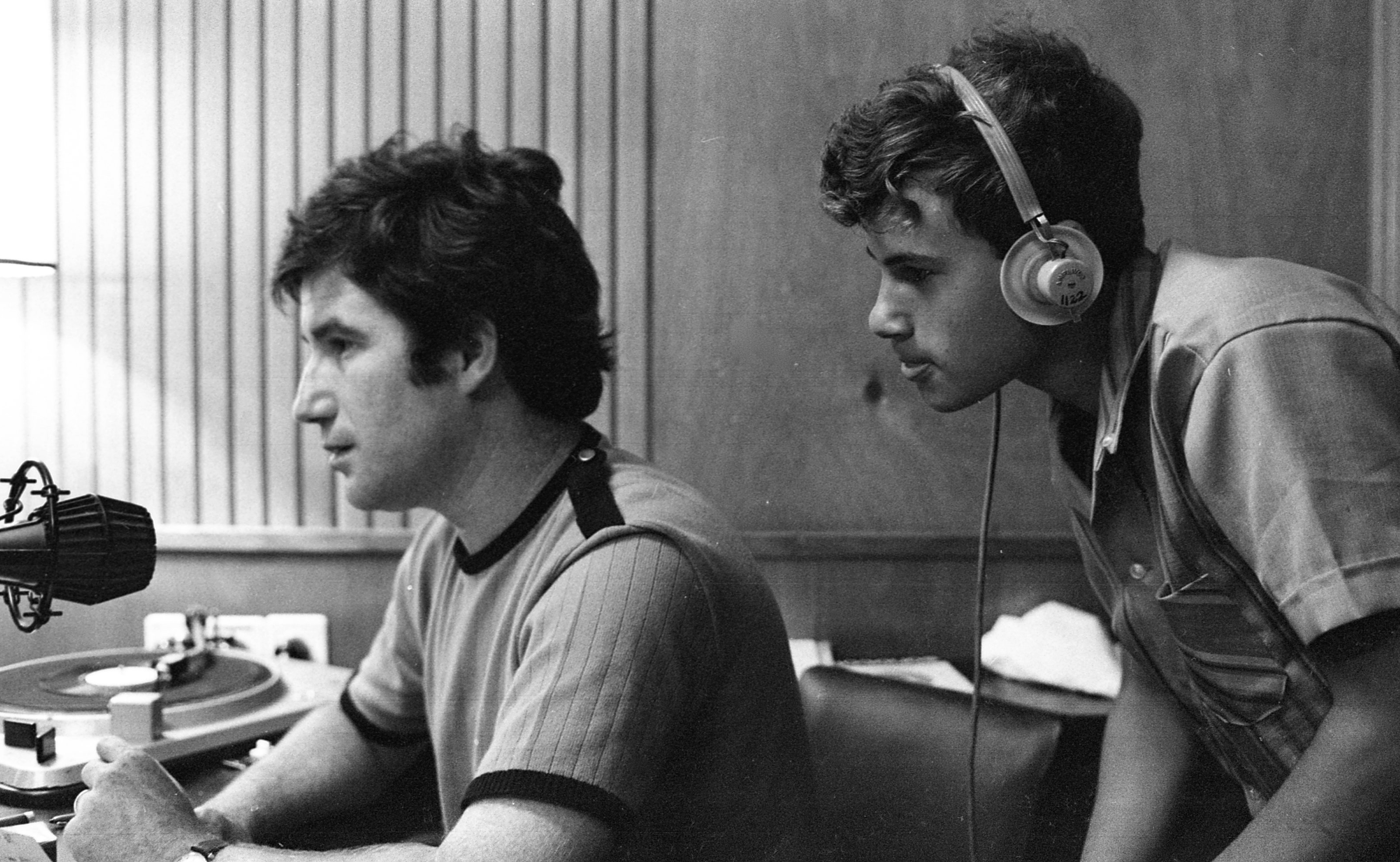
Ehud Manor, 1969

Manor übertrug zudem um die 600 Liedtexte ins Hebräische, sowie auch zahlreiche Dramen, Komödien und Musicals. Nach der erfolgreichen Aufführung seiner hebräischen Version von Hair übersetzte er Theaterstücke von Shakespeare, Molière, Harold Pinter und Tennessee Williams sowie die Musicals Chicago, Cabaret, Sweeney Todd, West Side Story, Les Misérables und Die Dreigroschenoper.